# Françoise de Rimini
Françoise de Rimini (Francesca da Rimini) är en opera i fyra akter med prolog och epilog. Musiken komponerades av Ambroise Thomas och librettos skrevs av Michel Carré och Jules Barbier efter en episod i Dante Alighieris Den gudomliga komedin. Operan hade premiär på Parisoperan 14 april 1882 men föll snart i glömska tills den uppfördes på nytt 2011.

## Bakgrund och uppförandehistorik
Françoise de Rimini var Ambroise Thomas sista opera. Det franska librettot skrevs av Michel Carré och Jules Barbier och bygger på Dantes Divina commedia, där Francesca da Rimini nämns i delen Inferno.
Premiären på Parisoperan var ursprungligen tänkt att ske 1880. Det var tänkt att bli höjdpunkten på Auguste Vaucorbeils första säsong som operachef. Vaucorbeil planerade också att producera Gounods Le Tribut de Zamora. Premiären ägde slutligen rum på Parisoperan 14 april 1882 i Palais Garnier. Några av tidens mest berömda sångare deltog i en slösaktig uppsättning av Jean-Baptiste Lavastre för att hedra den prestigefyllda kompositören. Operan fick blandad kritik och trots publikens ansträngningar försvann den snart från repertoaren.
En nypremiär sattes upp i Metz 2011 på Opéra-Théâtre de Metz Métropole för att uppmärksamma kompositörens 200-årsjubileum. Catherine Hunold sjöng titelrollen och Orchestre national de Lorraine dirigerades av Jacques Mercier.

## Personer

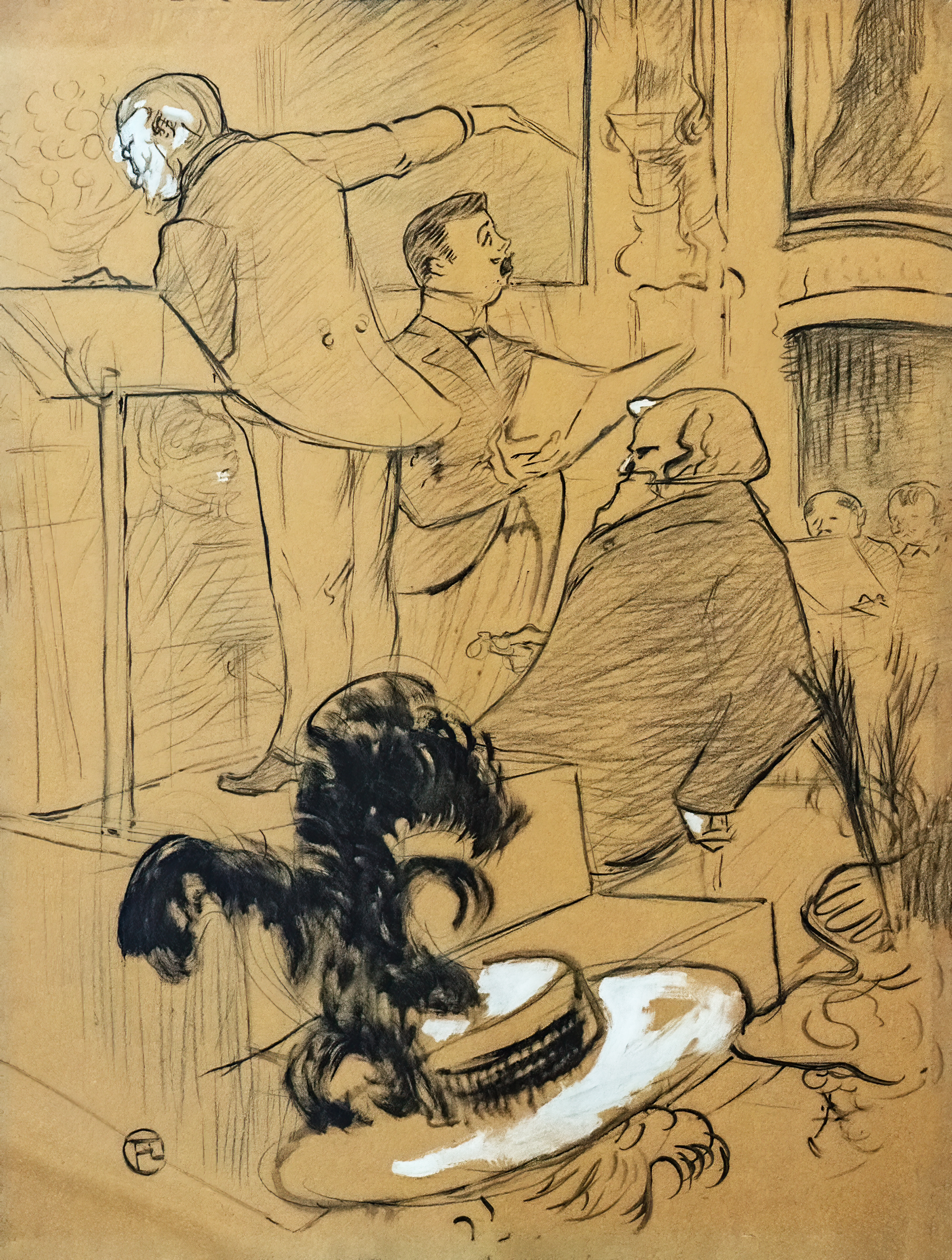
Thomas avtecknad i januari 1896 av Toulouse-Lautrec som syns sittande bakom dirigenten lyssnande till en repetition av en konsert där operans prolog framfördes.

| Roller                               | Röstläge    | Premiärbesättning 14 april 1882 Dirigent: Ernest Eugène Altès |
| ------------------------------------ | ----------- | ------------------------------------------------------------- |
| Paolo (Malatesta)                    | tenor       | Henri Sellier                                                 |
| Ascanio, hans page                   | mezzosopran | Renée Richard                                                 |
| Malatesta (Giancotto), Paolos broder | baryton     | Jean-Louis Lassalle                                           |
| Francesca                            | sopran      | Caroline Salla                                                |
| Guido da Polenta, Francescas fader   | bas         | Pierre Gailhard                                               |
| Beatrice                             | sopran      |                                                               |
| Dante                                | bas         | Alfred-Auguste Giraude                                        |
| Virgile                              | kontraalt   | Madeleine-Philippine Barbot                                   |
| En officer                           | bas         | Léon Melchissédec                                             |
| Kör av änglar                        |             |                                                               |

## Handling
Operan utspelas i helvetet (prolog och epilog) och i Rimini i slutet av 1200-talet.
I prologen möter Dante och Vergilius kärleksparet Paolo och Françoise i helvetet, och Vergilius föreslår att Dante berättar deras historia. Under de fyra akterna utspelas deras passionerande kärlek med bakgrund mot striderna mellan Guelfer och Ghibelliner. I epilogen sjunger paret fortfarande om sin kärlek i närvaro av poeterna. Slutligen benådas de av en himmelsk änglakör.